# Чукша
Чукша́ (рос. Чукша, марій. Чӱкшӧ) — присілок у складі Моркинського району Марій Ел, Росія. Входить до складу Семісолинського сільського поселення.

## Населення
Населення — 27 осіб (2010; 42 у 2002).
Національний склад (станом на 2002 рік):
- лучні марійці — 74 %
- росіяни — 26 %